# Селещина (станція)
Селещина — проміжна залізнична станція 2-го класу Полтавської дирекції Південної залізниці на електрифікованій лінії Полтава-Південна — Берестин між зупинними пунктами Минівка (10 км) та Тагамлик (7 км). Розташована в однойменному селі Полтавського району Полтавської області.

## Історія
Станція відкрита 1896 року. 
Станцію очолювали:
- 1900 року начальник — селянин Ілля Леонтійович Бойко[1];
- 1903—1906 роки начальник — Є. Ф. Діаконенко[2],[3][4].

## Пасажирське сполучення
На станції Селещина зупиняються приміські електропоїзди сполученням Полтава — Берестин — Лозова.